# Walter III. von Caesarea
Walter III. Brisebarre (* um 1180; † 24. Juni 1229 bei Nikosia) war ein Herr von Caesarea im Königreich Jerusalem sowie Connétable des Königreichs Zypern.

## Leben
Er war ein Sohn von Guido Brisebarre und der Juliane Garnier, Herrin von Caesarea.
Walter trat seit 1195 mehrmals als Zeuge in Urkunden der Könige Heinrich I., Amalrich II. und des Regenten Johann von Ibelin (der „Alte Herr von Beirut“) auf. Im Jahr 1206 wurde er zum Connétable von Zypern ernannt. Seine Mutter starb spätestens im Februar 1216, worauf er die Baronie von Caesarea erbte.
Zwischen den Jahren 1217 und 1218 führte Walter einhundert zypriotische Ritter in den Kreuzzug von Damiette (Fünfter Kreuzzug), auf dem unter anderem sein Stiefvater Aymar de Lairon getötet wurde. In der Zeit seiner Abwesenheit wurde Caesarea zwei Mal von den Sarazenen angegriffen. Die erste Attacke konnte von König Johann von Brienne zurückgeschlagen werden, bei der zweiten 1218 aber wurde die Stadt erstürmt und besetzt, trotz der Verteidigung durch Garnier l’Aleman und die Genuesen.
In den folgenden Jahren war Walter ein enger Parteigänger des Hauses Ibelin, mit dem er seit 1210 durch Ehe mit Margarete von Ibelin, einer Tochter von Balian von Ibelin und Witwe von Hugo II. von Tiberias, verschwägert war. Er unterstützte seinen Schwager, Johann von Ibelin, gegen die Herrschaftsambitionen Kaiser Friedrichs II., den Witwer der 1228 gestorbenen Königin Isabella II. von Jerusalem. Vom Haute Cour erhielten Walter und sein Schwager in jenem Jahr das Angebot die Regentschaft in Akkon zu übernehmen, was aber beide ablehnten. Am 21. Juli 1228 war Walter in Limassol an jenem folgenschweren Gastmahl beteiligt, an dem sich der Johann von Ibelin mit Kaiser Friedrich II. um die Herrschaft in Jerusalem und Zypern zerstritt. Obwohl er der Fraktion der Barone um seinen Schwager angehörte, folgte Walter dem Kaiser zu dessen Kreuzzug auf das Festland. Aus dem diplomatischen Ausgleich zwischen dem Kaiser und Sultan al-Kamil im April 1229 konnte er persönlichen Profit ziehen, da der Sultan das besetzte Caesarea mit neugebauten Stadtmauern wieder frei gab.
Trotz dieses Erfolges stellte sich Walter umgehend wieder auf die Seite seines Schwagers, nachdem der Kaiser im Juli 1229 wieder nach Italien abgereist war. Gemeinsam erhoben sie sich im Lombardenkrieg gegen die kaiserlichen Statthalter auf Zypern, deren Regentschaft sie beenden konnten. Allerdings fiel Walter dabei am 24. Juni 1229 in der entscheidenden Schlacht bei Nikosia.

## Ehe und Nachkommen
Aus seiner Ehe mit Margarete von Ibelin hatte er mehrere Kinder:
- Johann Brisebarre, Nachfolger als Herr von Caesarea
- Isabelle
- Alice, ⚭ Jacques de la Mandelée
- Femie, ⚭ Johann von Gibelet, Marschall von Jerusalem
- Helvis, Nonne